# 1961-es argentin labdarúgó-bajnokság (első osztály)
Az 1961-es Primera División volt a 70. alkalommal megrendezett, legmagasabb szintű labdarúgó-bajnokság Argentínában.
A címvédő az Independiente volt. A tornát a Racing Club csapata nyerte meg, a bajnokság történetében tizennegyedjére.
A bajnokság 1961. április 16-án kezdődött és december 3-án ért véget.

## Tabella
| Hely. | Csapat                  | M  | Gy | D  | V  | G+ | G– | Gk  | P  | Továbbjutás vagy kiesés                         |
| ----- | ----------------------- | -- | -- | -- | -- | -- | -- | --- | -- | ----------------------------------------------- |
| 1.    | Racing Club (B)         | 30 | 19 | 9  | 2  | 68 | 39 | +29 | 47 | Bajnokcsapat; kvalifikált a Copa Libertadoresbe |
| 2.    | San Lorenzo             | 30 | 16 | 8  | 6  | 56 | 35 | +21 | 40 |                                                 |
| 3.    | River Plate             | 30 | 15 | 8  | 7  | 53 | 30 | +23 | 38 |                                                 |
| 4.    | Atlanta                 | 30 | 13 | 11 | 6  | 49 | 34 | +15 | 37 |                                                 |
| 5.    | Boca Juniors            | 30 | 14 | 7  | 9  | 57 | 33 | +24 | 35 |                                                 |
| 6.    | Independiente           | 30 | 12 | 9  | 9  | 46 | 40 | +6  | 33 |                                                 |
| 7.    | Vélez Sarsfield         | 30 | 10 | 11 | 9  | 43 | 38 | +5  | 31 |                                                 |
| 8.    | Chacarita Juniors       | 30 | 12 | 7  | 11 | 49 | 53 | −4  | 31 |                                                 |
| 9.    | Gimnasia y Esgrima (LP) | 30 | 12 | 4  | 14 | 56 | 53 | +3  | 28 |                                                 |
| 10.   | Huracán                 | 30 | 7  | 11 | 12 | 43 | 51 | −8  | 25 |                                                 |
| 11.   | Argentinos Juniors      | 30 | 10 | 4  | 16 | 42 | 56 | −14 | 24 |                                                 |
| 12.   | Lanús (K)               | 30 | 7  | 10 | 13 | 36 | 59 | −23 | 24 | Kiesett                                         |
| 13.   | Rosario Central         | 30 | 7  | 9  | 14 | 54 | 69 | −15 | 23 |                                                 |
| 14.   | Estudiantes (LP)        | 30 | 4  | 14 | 12 | 29 | 47 | −18 | 22 |                                                 |
| 15.   | Ferro Carril Oeste      | 30 | 8  | 5  | 17 | 38 | 55 | −17 | 21 |                                                 |
| 16.   | Los Andes (F, K)        | 30 | 10 | 1  | 19 | 38 | 65 | −27 | 21 | Kiesett                                         |